# セドニウ
セドニウ（ウクライナ語: Седнів）はウクライナ・チェルニーヒウ州チェルニーヒウ地区(ru)の都市型集落である。また、同地の都市型集落議会の中心自治体でもある。人口は2001年の時点で1353人、2011年に1175人。

## 地理
デスナ川支流のスノウ川岸に位置し、自動車道で州都チェルニーヒウまで26km、首都キエフまで166kmの距離にある。

## 歴史
セドニウには、10世紀前後の315基からなるクルガン群があり、19世紀のD.サモクヴァソフ(ru)の調査では、槍、斧、矢などの武具が発掘された。8世紀から9世紀にかけて、セドニウにはスラヴ人の集落が建設されていた。すなわち、キエフ・ルーシ期にスノフスクと呼ばれた都市要塞である。また、1068年にはスノフスク付近で、チェルニゴフ公スヴャトスラフが3千人の軍勢を率い、1万2千人のポロヴェツ族の軍勢を撃破している（スノフ川の戦い）。12世紀から13世紀にはチェルニゴフ公国領であったが、モンゴルのルーシ侵攻渦中の1239年に、モンゴル帝国軍によって破壊された。
1350年代にセドニウはリトアニア大公国領に組み込まれた。1648年から1781年にかけて、セドニウはリゾグプ家(ru)の世襲領（ヴォチナ(ru)）となっていた。
1917年、セドニウはウクライナ人民共和国の一部となった。翌1918年3月18日にドイツ軍に占拠された。また1919年1月10日には、ウクライナ人民共和国軍と、ウクライナ・ソビエト社会主義共和国軍との間で戦闘が起こっている。
1932年から1959年にかけて、セドニウは村（セロ）に位置づけられていたが、1959年に都市型集落に昇格した。セドニウには中世の都市の土塁の遺構が残されており、2001年にはウクライナ歴史都市一覧の1つに認定された。